# 5816 Potsdam
5816 Potsdam è un asteroide della fascia principale. Scoperto nel 1989, presenta un'orbita caratterizzata da un semiasse maggiore pari a 3,0635945 UA e da un'eccentricità di 0,0850196, inclinata di 8,58162° rispetto all'eclittica.
L'asteroide è dedicato alla città tedesca di Potsdam.